# Heaven Up Here
Heaven Up Here è il secondo album degli Echo & the Bunnymen, pubblicato nel 1981 dalla Warner Bros. L'album venne ristampato nel 2003 in versione rimasterizzata con 5 bonus track aggiuntive.

## Curiosità
La rivista Rolling Stone l'ha inserito al 471º posto della sua lista dei 500 migliori album.

## Tracce

### Versione originale
Lato 1
1. Show of Strength - 4:50
2. With a Hip - 3:15
3. Over the Wall - 5:59
4. It Was a Pleasure - 3:14
5. A Promise - 4:07

Lato 2
1. Heaven Up Here - 3:44
2. The Disease - 2:28
3. All My Colours - 4:06
4. No Dark Things - 4:27
5. Turquoise Days - 3:51
6. All I Want - 4:16

### Bonus track versione 2003
1. Broke My Neck (long version) - 7:17
2. Show of Strength (live) - 4:39
3. The Disease (live) - 1:53
4. All I Want (live) - 3:09
5. Zimbo (live) - 3:52